# Schwestern Mirabal

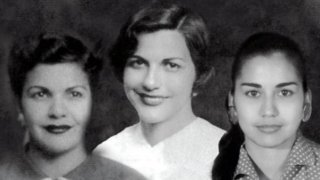
Die Schwestern Patria, Minerva und María Teresa Mirabal

Die Schwestern Mirabal (spanisch Hermanas Mirabal) waren dominikanische Regimegegnerinnen. Sie gelten in der Dominikanischen Republik als Symbol für den Widerstand gegen die Diktatur.
Aída Patria Mercedes Mirabal Reyes de González (kurz Patria Mirabal; * 27. Februar 1924), María Argentina Minerva Mirabal Reyes de Tavárez (kurz Minerva Mirabal; * 12. März 1926) und Antonia María Teresa Mirabal Reyes de Guzmán (kurz María Mirabal; * 15. Oktober 1935) wurden am 25. November 1960 Opfer eines Mordanschlags des diktatorischen Regimes von Rafael Trujillo, nur Bélgica Adela Mirabal Reyes (kurz Dedé Mirabal; * 1. März 1925; † 1. Februar 2014) überlebte.

## Leben und Ermordung
Die Schwestern stammten aus der Gegend von Santiago de los Caballeros. Sie gehörten einer angesehenen, kleinbürgerlichen Familie an. Zusammen mit ihren Ehemännern unterstützten sie die Gruppe Agrupación política 14 de junio (Politische Gruppierung des 14. Juni), die den Sturz des Diktators Rafael Trujillo plante. Innerhalb der Gruppe waren die Schwestern als Las Mariposas (Die Schmetterlinge) bekannt.
Nach dem Scheitern des Aufstandes wurden einige Mitglieder der Familie inhaftiert, mussten aber auf Druck der USA und der OAS – zusammen mit anderen Inhaftierten – wieder entlassen werden. Nachdem Patria, Minerva und Maria Teresa am 25. November 1960 ihre immer noch inhaftierten Männer im Gefängnis in Puerto Plata besucht hatten, wurden sie auf Geheiß Trujillos auf der Heimfahrt von dessen Schergen in den Bergen überfallen und zusammen mit ihrem Chauffeur zu Tode geprügelt. Um den Mord zu vertuschen, wurde ein Autounfall fingiert, jedoch konnte das Verbrechen aufgedeckt werden.

## Wirkung

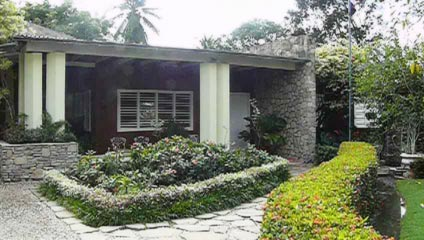
In diesem Haus in Salcedo lebten die Schwestern Mirabal während der letzten 10 Monate ihres Lebens. Heute beherbergt es ein Museum.

Durch die Ermordung der Regimegegnerinnen verlor Trujillo weitere Sympathien im Inland sowie in den USA und anderen südamerikanischen Ländern.
1981 wurde der 25. November bei einem Treffen lateinamerikanischer und karibischer Feministinnen zum Gedenktag für die Opfer von Gewalt an Frauen ausgerufen.
1999 wurde der 25. November durch die Vereinten Nationen zum Internationalen Tag zur Beseitigung von Gewalt gegen Frauen erklärt.
Die Provinz Salcedo wurde am 21. November 2007 durch Präsident Leonel Fernández offiziell in Hermanas Mirabal umbenannt. Das „Casa Museo Hermanas Mirabal“ befindet sich am letzten Wohnort der Schwestern, fünf Kilometer östlich von Salcedo in Conuco und wurde von Dedé Mirabal (1925–2014), der einzig überlebenden der vier Geschwister, geleitet. Ihre Schwestern sind im hinteren Teil des Museumsgrundstücks begraben.